# یواس‌اس داش (ای‌ام-۴۲۸)
یواس‌اس داش (ای‌ام-۴۲۸) (به انگلیسی: USS Dash (AM-428)) یک کشتی بود که طول آن ۱۷۲ فوت (۵۲ متر) بود. این کشتی در سال ۱۹۵۲ ساخته شد.